# Azanialobus lawrencei
Azanialobus lawrencei is een spinnensoort in de taxonomische indeling van de Orsolobidae.
Het dier behoort tot het geslacht Azanialobus. De wetenschappelijke naam van de soort werd voor het eerst geldig gepubliceerd in 1987 door Griswold & Norman I. Platnick.